# Det forjættede land (film fra 1915)
Det forjættede land er en amerikansk stumfilm fra 1915 af Edgar Lewis.

## Medvirkende
- Ethel Clayton som Ruth Jordan.
- House Peters som Stephen Ghent.
- Marie Sterling som Mrs. Jordan.
- Hayden Stevenson som Phil Jordan.
- Mary Moore som Phil Jordans.